# XBIZ Award
XBIZ Award — кінонагорода в порноіндустрії. Нагороди XBIZ присуджуються щороку, щоб відзначити «окремих осіб, компанії, виконавців і продукти, які відіграють важливу роль у зростанні та успіху фільмів для дорослих». Видавець і засновник XBIZ Алек Хелмі назвав їх «народженими з прагнення індустрії до події нагородження, яка не тільки охоплює всі аспекти бізнесу, але й представляє його в професійному світлі та вшановує його високим рівнем».
Нагороди, організовані спеціальним журналом для дорослих XBIZ, вперше відбулися у 2003 році. 
Номінації на нагороди подаються клієнтами, а за переможців голосують співробітники XBIZ, колеги з галузі та організації-учасники. Спочатку нагороди були створені для визнання досягнень в онлайн-індустрії дорослих, але останнім часом були додані категорії відео.
Нагороду XBIZ Awards у кіноіндустрії для дорослих порівнюють із Золотим глобусом у мейнстрімній кіноіндустрії. Церемонія нагородження XBIZ Awards 2010 відбулася в Авалоні в Голлівуді.
Станом на 2014 рік кількість конкретних категорій нагород з роками розширилася до понад 150 категорій нагород. 

## Номінації

### Виконавчі номінації
- Female Performer of the Year (Виконавиця року)
- Best Actress — Feature Movie (Краща акторка — Фільм)
- Best Actress — Parody Release (Краща акторка — Пародія, не вручається з 2018 року)
- Best Actress — Comedy Release (Краща актриса — Комедія)
- Best Actress — Couples-Themed Release (Найкраща актриса — Пари, не вручається з 2020 року)
- Best Actress — All-Girl Release (Найкраща актриса — Лесбійський фільм)
- Best Actress — Taboo Release (Краща акторка — Табу)
- Best Actress — Erotic-Themed Movie (Найкраща актриса — Еротика)
- Male Performer of the Year (Виконавець року)
- Best Actor — Feature Movie (Кращий актор — Фільм)
- Best Actor — Parody Release (Кращий актор — Пародія, не вручається з 2018 року)
- Best Actor — Comedy Release (Кращий актор — Комедія)
- Best Actor — Couples-Themed Release (Кращий актор — Пара, не вручається з 2020 року)
- Best Actor — Taboo Release (Кращий актор - Табу)
- Best Actor — Erotic-Themed Movie (Краща актор — Еротика)
- Best Supporting Actress (Найкраща актриса другого плану)
- Best Supporting Actor (Найкращий актор другого плану)
- Best Non-Sex Acting Performance (Кращий непорноактор)
- Crossover Star of the Year (Кросовер-зірка року)
- Foreign Male Performer of the Year (Найкращий іноземний виконавець року)
- Foreign Female Performer of the Year (Найкраща іноземна виконавиця року)
- Girl/Girl Performer of the Year (Лесбійська виконавиця року)
- MILF Performer of the Year (Краща MILF-виконавиця року)
- New Male Performer/Best Male Newcomer of the Year
- Best New Starlet (Краща нова старлетка)
- Performer Comeback of the Year

### Партнерські програми
- Affiliate Program of the Year
- Affiliate Program of the Year — European
- Affiliate Program — Gay
- Affiliate Program of the Year — Live Cam
- Affiliate Program of the Year — Mobile
- Affiliate Program of the Year — Multi-Platform
- Affiliate Program — Porn Star
- Affiliate Program of the Year — Retail
- Affiliate Program of the Year — Single-Platform
- Affiliate Program — Solo Girl
- Affiliate Program of the Year — Specialty
- Affiliate Program — Studio
- Affiliate Program – VOD

### Тематичні номінації
- All-Black Release of the Year
- All-Black Series
- All-Girl Release of the Year
- All-Girl Series of the Year
- All-Sex Release of the Year
- All-Sex Series of the Year
- Amateur Release of the Year
- Amateur Series of the Year
- Pro-Am Release of the Year
- Asian-Themed Release of the Year
- Asian-Themed Series
- BDSM Release of the Year

### Професійні номінації
- Best Art Direction
- Best Editing (Найкращий монтаж)
- Best Music (Краща музика)
- Best Scene — Feature Movie (Краща сцена — Фільм)
- Best Scene — Parody Release (Краща сцена — Пародія)
- Best Scene — Gonzo/Non-Feature Release (Найкраща сцена — Гонзо)
- Best Scene — Vignette Release
- Best Scene — Couples-Themed Release
- Best Scene — All-Girl Release
- Best Special Effects (Найкращий спецефекти)
- Best Cinematography (Краща операторська робота)
- Content Provider of the Year
- Couples-Themed — Release of the Year
- Couples-Themed — Line of the Year
- Design Company
- Design Studio of the Year
- Screenplay of the Year

### Режисерські номінації
- Director of the Year — Body of Work
- Director of the Year — Індивідуальний Work/Feature Release
- Director of the Year — Non-Feature Release
- Director of the Year — Parody
- European Director of the Year
- Emerging Studio
- Feature Director
- Feature Movie of the Year
- New Series of the Year
- Parody Release of the Year-Comedy
- Parody Release of the Year-Drama

### Інші номінації
- Ethnic Release
- European Release
- Feature Release of the Year
- Non-Feature Release of the Year
- Executive Leadership Award
- Executive Leadership — Retail
- Executive Leadership — Video
- Executive Leadership — Web
- Feminist Porn — Release of the Year
- Fetish Release of the Year
- Interracial Release of the Year
- Interracial Series
- Latin-Themed Release of the Year
- Latin-Themed Series
- Industry Contribution
- Movie Production
- Marketing Campaign of the Year
- Marketing Campaign of the Year (Company)

### ЛГБТ
- Gay Web Company of the Year
- Company
- Director of the Year
- Gay Feature Movie of the Year
- Gay Performer of the Year
- Gay Studio of the Year
- Transsexual Director of the Year
- Transsexual Performer of the Year
- Transsexual Release of the Year
- Transsexual Studio of the Year

### Гонзо
- Gonzo Director
- Gonzo Release of the Year
- Gonzo Release — Non-Feature
- Gonzo Series of the Year

### Продукти
- Adult Game/Bachelorette Product of the Year
- BDSM Pleasure Products Company of the Year
- Crossover Novelty Company
- Couples Sex Toy of the Year
- Fetish Pleasure Product of the Year
- Gay/Lesbian Sex Toy of the Year
- Innovative Product of the Year
- Pleasure Products Company of the Year
- International Pleasure Products Company of the Year
- Lingerie/Apparel Collection of the Year
- Lingerie/Apparel Company of the Year
- Luxury Toy/Line of the Year
- Male Sex Toy of the Year
- Marketing Campaign of the Year
- New Pleasure Products Company of the Year
- Novelty/Sex Toy Company of the Year
- Pleasure Products Company of the Year
- Sex Toy of the Year — Powered
- Sex Toy of the Year — Non-Powered
- Soft Bondage Line of the Year
- Specialty Pleasure Product of the Year
- Star Branded
- Stimulant/Sex Lubricant Company of the Year
- Toy Manufacturer of the Year

### Вибір глядачів
- Female Porn Star of the Year
- Male Porn Star of the Year
- Best New Starlet of the Year
- Feature Movie of the Year
- Gonzo Movie of the Year
- Porn Parody of the Year
- Porn Site of the Year
- Porn Studio of the Year
- Porn Director of the Year
- Web Babe of the Year

### Рітейл та дистрибуція
- Retailer of the Year
- Retailer of the Year — Boutique
- Retailer of the Year — Chain
- Online Retailer of the Year — Full Range
- Online Retailer of the Year — Pleasure Products
- Progressive Retailer of the Year
- Distributor of the Year — Video
- Progressive Distributor of the Year
- Wholesaler/Distributor of the Year — Full Range
- International Wholesaler/Distributor of the Year
- Wholesaler/Distributor of the Year — Pleasure Products
- Wholesaler/Distributor of the Year — Specialty

### Спеціальні номінації
- Advocate of the Year
- ASACP Service Recognition Award
- Businessman of the Year
- Businesswoman of the Year
- Eros Progressive Business
- FSC Award
- FSC Leadership
- FSC Netizen
- Honorary Legal
- Industry Achievement
- Industry Humanitarian Award
- Industry Icon
- Industry Innovator
- Industry Pioneer
- Industry Pioneer Award — Novelty/Pleasure Products
- Industry Pioneer Award — Retail
- Industry Pioneer Award.
- Industry Pioneer Award — Web & Technology
- Lifetime Achievement
- Man of the Year
- Outstanding Achievement
- Special Memorial
- Woman of the Year
- Specialty Release of the Year

### Студія року
- European Studio
- Feature Studio
- Fetish Studio
- Gonzo Studio
- New Studio
- Parody Studio
- Progressive Studio

### Інтернет
- Innovative Web/Tech Company of the Year
- Innovative Web/Tech Product of the Year
- Marketing Campaign of the Year
- Original Web Content
- Progressive Web Company of the Year
- Software Company of the Year
- Web Host of the Year
- Web Babe/Web Star of the Year
- Web Show of the Year
- Adult Site (Multi-Genre) of the Year
- Adult Site of the Year — BDSM
- Adult Site of the Year — Erotic
- Adult Site of the Year — Fan Site
- Adult Site of the Year — Fetish
- Adult Site of the Year — Gay
- Adult Site of the Year — Glamcore
- Adult Site of the Year — Live Cam
- Adult Site of the Year — MILF
- Adult Site of the Year — Mobile
- Adult Site of the Year — Niche
- Adult Site of the Year — Photography
- Adult Site of the Year — Performer
- Adult Site of the Year — Retail
- Adult Site of the Year — Solo/All-Girl
- Adult Site of the Year – Specialty/Alternative
- Adult Site of the Year — Studio
- Adult Site of the Year — Transsexual
- VOD Site/Company of the Year
- Vignette Release of the Year
- Vignette Series of the Year
- Virtual Sex Product
- VOD Company of the Year

## Досягнення в галузі кіновиробництва (англ.Achievement in Movie Production)
- 2008 Пол Томас

## Діюча виконавиця (англ.Acting Performance (Female))
- 2010 Кімберлі Кейн, The Sex Files: A Dark XXX Parody, (Parody Revolution X / Digital Sin)[4]
- 2011 Кейден Кросс, Body Heat (Digital Playground)[4]
- 2012 Джессі Ендрюс, Portrait of a Call Girl (Elegant Angel)[5]

## Діючий виконавець (англ.Acting Performance (Male))
- 2010 Еван Стоун, This ain't Star Trek, (Hustler Video)
- 2011 Кені Стайлз, Malice in Lalaland, (Miss Lucifer Prod./Vivid Entertainment)[4]
- 2012 Томмі Пістол, Taxi Driver XXX, (Sensuous Diamond/Pleasure-Dynasty/Exile Distribution)[5]

## Сайт для дорослих (англ.Adult Site)
- 2007 TheBestPorn.com

## Партнерська мережа (англ.Affiliate Network)
- 2007 SilverCash

## Партнерська програма (англ.Affiliate Program)
- 2003 Platinum Бакс
- 2004 Adult Revenue Service
- 2005 SilverCash
- 2006 SilverCash
- 2007 Lightspeed Cash
- 2008 TopBucks
- 2009 Brazzers
- 2010 Pimproll
- 2011 lollypop

## Тільки чорні (англ.All-Black)

### Чорний реліз (англ.All-Black Release)
- 2012 A Touch of Seduction (Wicked Pictures)[5]
- 2013 Straight From My Heart (West Coast Productions)[6]

### Чорна серія (англ.All-Black Series)
- 2012 Big Ass Cheaters (West Coast Productions)[5]
- 2013 Club Elite (Elegant Angel)[6]

## Тільки дівчата (англ.All-Girl)

### Дівочий реліз (англ.All-Girl Release)
- 2012 Cherry (JewelBox Films / Digital Playground)[5]
- 2013 Girls With Girls (Abby Winters/Wicked Pictures)[6]
- 2014 The Seduction of Riley Reid (Devil's Film)[7][8]
- 2015 Alexis and Asa (Adam & Eve)[9]
- 2016 The Business of Women (Girlsway/Girlfriends Films)[10]
- 2017 Little Red: A Lesbian Fairytale (Girlsway)[11]
- 2018 Vampires (Girlsway/Girlfriends Films)
- 2019 Fantasy Factory: Wastelands (Girlsway/Gamma Films)[12]

### Дівоча серія (англ.All-Girl Series)
- 2012 Budapest (Girlfriends Films)[5]
- 2013 Lesbian Seductions (Girlfriends Films)[6]

## ASACP служба визнання (англ.ASACP Service Recognition)
ASACP — Асоціація сайтів, що охороняють дітей
- 2007 Грег Пічіонеллі
- 2009 Стормі Деніелс, Тера Патрік і Деніел Сайнфелд
- 2010 Джоел Холл

## Платіжна компанія (англ.Billing Company)
- 2003 CCBill
- 2004 Epoch
- 2005 Epoch
- 2006 CCBill
- 2009 CCBill

### Альтернатива (англ.Alternative)
- 2006 2000Charge
- 2007 Password by Phone
- 2008 Verotel
- 2009 Global Exchange Billing
- 2010 Webbilling

### Merch Acct.
- 2007 Netbilling
- 2008 Netbilling

### IPSP
- 2007 Epoch
- 2008 CCBill
- 2010 GTBill

### Торгові послуги
- 2010 Netbilling

## Розвиток бізнесу (англ.Business Development)
- 2008 Silvercash
- 2009 Sexentertain

## Якість бізнесу (англ.Business Excellence)
- 2008 PlatinumBucks

## Бізнесмен (англ.Businessman)
- 2006 Joe Lensman
- 2007 Кевін Хо
- 2009 Бен Джеллоун

## Бізнесвумен (англ.Businesswoman)
- 2006 Дженна Джеймсон
- 2007 Саманта Льюїс
- 2010 Елісон Вівас

## Контент-провайдер (англ.Content Provider)
- 2003 Matrix Content
- 2004 Video Secrets
- 2005 Matrix Content
- 2006 Webmaster Central
- 2007 World Wide Content

### Контент-брокер (англ.Content Broker)
- 2008 World Wide Content
- 2009 World Wide Content

### Підтримка контент-постачальника (англ.Content Feed Provider)
- 2008 Webmaster Central

### Контент-ліцензор (англ.Content Licensor)
- 2010 Platinum Feeds

## Кросовер порнозірка (Жінка) (англ.Crossover Female Star)
- 2007 Джоанна Ейнджел
- 2008 Стормі Деніелс
- 2009 Тера Патрік
- 2010 Саша Грей
- 2011 Райлі Стіл
- 2012 Кацуні
- 2015 Ніккі Бенц
- 2016 Ліза Енн
- 2017 Дені Деніелс
- 2018 Ела Дарлінг
- 2019 Стормі Деніелс

## Кросовер порнозірка (Чоловік) (англ.Crossover Male Star)
- 2008 Еван Сейнфелд

## Кросовер-переміщення (англ.Crossover Move)
- 2007 Джоанна Ейнджел

## Програма знайомств (англ.Dating Program)
- 2007 IWantU
- 2008 Eroticy
- 2009 Dating Gold
- 2010 Adult Friend Finder

## Компанія дизайну (англ.Design Company)
- 2003 Wyldesites
- 2004 Wyldesites
- 2005 Dickmans Design
- 2006 Wyldesites
- 2007 Wyldesites

## Студія дизайну (англ.Design Studio)
- 2008 Dickmans Design
- 2009 Dickmans Design
- 2010 Blue Design Studios

## Режисер року (обсяг роботи) (англ.Director of the Year - Body of Work)
- 2009 Беладонна
- 2010 Ексел браун

## Режисер року (індивідуальна робота) (англ.Director of the Year - Individual Work)
- 2009 Віл Райдер
- 2010 Бред Армстронг
- 2018 Bree Mills

## Нові компанії (англ.Emerging Company)
- 2006 SunnyDollars
- 2018 PureTaboo

### Нова партнерська програма (англ.Emerging Affiliate Program)
- 2008 Hush Money
- 2009 FUC
- 2009 Triple 10 Vault
- 2010 Cash Dorado

### Нова студія (англ.Emerging Studio)
- 2007 Jules Jordan
- 2008 Harmony Films

### Нова вебкомпанія (англ.Emerging Web Company)
- 2007 русі Gigolos
- 2008 TrafficDude

## Збереження еротики (англ.Erotica Preservation)
- 2009 VCX

## Виконавче керівництво (англ.Executive Leadership)
- 2009 Майкл Кляйн
- 2010 Марк Френкс

## Відзнака в альтернативній еротиці (англ.Excellence in Alternative Erotica)
- 2010 Колін Раунтрі

## Відзнака в прогресивній еротиці (англ.Excellence in Progressive Erotica)
- 2010 Ендрю Блейк

## Режисер (англ.Feature Director)
- 2008 Dcypher
- 2018 Bree Mills

## Фільм (англ.Feature Movie)
- 2008 Upload
- 2010 The 8th Day
- 2018 Half His Age: A Teenage Tragedy

## Акторка (англ.Female Performer)
- 2008 Єва Анджеліна
- 2009 Дженна Хейз
- 2010 Торі Блек
- 2018 Penny Pax

## FSC нагорода (англ.FSC Award)
- 2010 Girlfriends Films

## FSC лідерство (англ.FSC Leadership)
- 2009 Kink.com

## FSC Netizen
- 2007 Hotmovies

## ЛГБТНагороди (англ.GLBT Awards)

### ЛГБТ веб Компанія року (англ.GLBT Web Company of the Year)
- 2009 Maleflixxx.tv
- 2010 Buddy Profits

### Компанія (англ.Company)
- 2005 Cybersocket
- 2006 Cybersocket
- 2007 Cybersocket
- 2008 PrideBucks
- 2009 Cybersocket

### Режисер (англ.Director)
- 2008 Майкл Лукас і Тоні Димарка
- 2009 Кріс Ворд, Бен Леон і Тоні Димарка
- 2010 Стівен Скарборо]

### Вибраний фільм (англ.Feature Movie)
- 2008 Link: The Evolution
- 2009 To The Last Man

### Вибраний виконавець (англ.Performer)
- 2008 Джейк Деккард
- 2009 Джексон Дикий

### Студія (англ.Studio)
- 2008 Titan Media
- 2009 Titan Media
- 2010 Titan Media

## Глобальний брендинг (англ.Global Branding)
- 2009 HotMovies

## Режисер Gonzo (англ.Gonzo Director)
- 2008 Джулс Джорден

## Реліз Gonzo (англ.Gonzo Release)
- 2010 Pornstar Workout

## Серіал Gonzo (англ.Gonzo Series)
- 2008 Jack's Playground
- 2009 Performers of the Year
- 2010 Big Tits Round Asses

## Почесний легал (англ.Honorary Legal)
- 2007 Джефрі Джей Даглес

## Досягнення індустрії (англ.Industry Achievement)
- 2004 Ларрі Флінт

## Гуманітрна премія індустрії (англ.Industry Humanitarian Award)
- 2010 Стів Брайсон

## Початківець в індустрії (англ.Industry Pioneer)
- 2009 Рон Леві

### Відео (англ.Video)
- 2010 Джон Стагліано

### Веб (англ.Web)
- 2010 Грег Клеймен

## Інноваційний продукт (англ.Innovative Product)
- 2004 StatsRemote
- 2005 Members Area System

## Інноваційний сервіс (англ.Innovative Service)
- 2006 ITVN Інк
- 2007 Adult Who's Who

## Інноваційна компанія веб (англ.Innovative Web Company)
- 2010 RedLightCenter.com

## Досягнення всього життя (англ.Lifetime Achievement)

### Акторка (англ.Female Performer)
- 2008 Мерілін Чамберс

### Виробництво ЛГБТ-фільмів (англ.GLBT Movie Production)
- 2008 Scarborough

### Внесок в індустрію (англ.Industry Contribution)
- 2008 Шарон Мітчелл
- 2009 Філ Харві

### Чоловік-виконавець (англ.Male Performer)
- 2008 Джон Холмс

### Кіновиробництво (англ.Movie Production)
- 2008 Джерард Даміано

### Веб (англ.Web)
- 2008 Джоел Холл

## Відео-чат (англ.Live Video Chat)
- 2006 Video Secrets
- 2007 CamZ.com
- 2008 Video Secrets
- 2009 Video Secrets
- 2010 LiveJasmin.com

## Чоловік-виконавець (англ.Male Performer)
- 2008 Еван Стоун
- 2009 Мануель Феррара
- 2010 Джеймс Дін

## Людина року (англ.Man of the Year)
- 2008 Марк Белл

## Виробник (англ.Manufacturer)
- 2009 Screaming O

## Маркетинг (англ.Marketing)
- 2008 «Not the Bradys XXX»
- 2009 «Who's Nailin’ Paylin?»
- 2010 «Throat: A Cautionary Tale»

## Маркетингової кампанія (компанія) (англ.Marketing Campaign (Company))
- 2010 Screaming O

## Мобільна компанія (англ.Mobile Company)
- 2008 Adult Mobile Solutions
- 2007 Waat Media
- 2010 TopBucks Mobile

## Мобільне рішення (англ.Mobile Solution)
- 2006 Adult Mobile Solutions

## Фільм (англ.Movie)
- 2009 «Пірати 2»

## Новий виконавець (англ.New Male Performer)
- 2010 Дейн Крос

## Нова старлетка (англ.New Starlet)
- 2008 Брі Олсон
- 2009 Стоя
- 2010 Кейні Лінн Картер

## Нова студія (англ.New Studio)
- 2010 Sweet Sinner

## Нова іграшка (англ.New Toy)
- 2008 Fun Factory's Delight

## Новизна компанії (англ.Novelty Company)
- 2006 Doc Johnson
- 2007 California Exotic Novelties LLC
- 2008 PHS International

## Інтернет маркетинг і просування (англ.Online Marketing and Promotion)
- 2009 Pussycash

## Видатні досягнення (англ.Outstanding Achievement)
- 2008 ImLive
- 2008 PussyCash

## Видатна якість продукту (англ.Outstanding Product Quality)
- 2008 python.com

## Пародійний реліз (англ.Parody Release)
- 2010 Not the Bradys XXX: Marcia

## Вибір народу (англ.People's Choice)
- 2003 Go Fuck Yourself
- 2004 Go Fuck Yourself

### Порно зірка (жінка) (англ.Female Porn Star)
- 2010 Тіган Преслі

### Порно зірка (чоловік) (англ.Male Porn Star)
- 2010 Том Байрон

### Найкраща нова зірочка (англ.Best New Starlet)
- 2010 Таннер Майерс

### Найкращий фільм (англ.Feature Movie)
- 2010 «The 8th Day»

### Найкращий гонзо-фільм (англ.Gonzo Movie)
- 2010 «Tori Black is Pretty Filthy»

### Порнопародія (англ.Porn Parody)
- 2010 «The Office: A XXX Parody»

### Порносайт (англ.Porn Site)
- 2010 Twistys.com

### Порностудія (англ.Porn Studio)
- 2010 Wicked Pictures

### Режисер порно (англ.Porn Director)
- 2010 Віл Райдер

### Крихітка вебу (англ.Web Babe)
- 2010 Аріель Рейбел

## Повернення виконавця (англ.Performer Comeback)
- 2010 Даян Лорен

## Сайт порнозірки (англ.Pornstar Website)
- 2010 Єва Анджеліна

## Прогресивна технологія (англ.Progessive Technology)
- 2009 Mansion Productions

## Рекламний трюкангл.Publicity Stunt
- 2008 «Michael Lucas Found Dead»

## Офіційний сайт (англ.Resource Site)
- 2003 Cozy Frog

## Роздрібна торгівля через вебангл.Retailer
- 2009 Castle Megastores
- 2010 Hustler Hollywood

## Огляд сайту (англ.Review Site)
- 2006 Rabbits Reviews
- 2005 Honest Porn Reviews

## Виробник стимулюючих засобів (англ.Sexual Enhancement Product Manufacturer)
- 2010 Beamonstar

## Компанія програмного забезпечення (англ.Software Company)
- 2008 Mansion Productions LLC
- 2009 Too Much Media
- 2010 2Much.net

## Постачальник рішень (англ.Solution Provider)
- 2005 PlayaDRM
- 2006 (tie) MPA3
- 2006 (tie) Too Much Media

## Спеціальний Меморіал (англ.Special Memorial)
- 2009 Френк Кадуелл, Джоан Кадуелл

## Студія (англ.Studio)
- 2006 Digital Playground
- 2007 Digital Playground
- 2008 Evil Angel
- 2009 Digital Playground
- 2010 Jules Jordan Video

## Виробник іграшок (англ.Toy Manufacturer)
- 2010 Pipedream Products

## Компанія переїздок (англ.Traffic Service Company)
- 2010 EroAdvertising

## Транссексуальний виконавець (англ.Transexual Performer)
- 2010 Венді Вільямс

## VOD компанії (англ.VOD Company)
- 2006 AEBN
- 2007 NakedSword/AEBN
- 2008 Hot Movies
- 2009 AEBN
- 2010 Hot Movies

## Дівчина вебу (англ.Web Babe)
- 2008 Санні Леон
- 2009 Тріша Аптаун
- 2010 Єлена Йенсен

## Вебспільнота (англ.Web Community)
- 2005 Just Blow Me]
- 2006 Go Fuck Yourself
- 2007 Just Blow Me
- 2008 Adult Who's Who

## Вебхостингангл.Web Host
- 2003 Mach10 Hosting
- 2004 Webair
- 2005 Split Inifinity
- 2006 Split Inifinity
- 2007 National Net
- 2008 Webair
- 2009 MojoHost
- 2010 Cavecreek
- 2011 MojoHost
- 2012 MojoHost
- 2013 MojoHost
- 2014 MojoHost
- 2015 MojoHost
- 2016 MojoHost
- 2017 MojoHost
- 2018 MojoHost
- 2019 MojoHost

## Роздрібна торгівля через веб (англ.Web Retailer)
- 2006 Sextoy.com
- 2007 WantedList
- 2008 Adam & Eve
- 2009 Stockroom.com
- 2010 Fleshlight

## Вебшоу (англ.Web Show)
- 2005 RainMaker

## Жінка року (англ.Woman of the Year)
- 2008: Діана Дюк
- 2009: Лорі Зет
- 2011: Аллісон Вівас (Pink Visual)[4]
- 2012: Діана Дюк (Free Speech Coalition)[5]